# Nouzerolles
Nouzerolles – miejscowość i gmina we Francji, w regionie Nowa Akwitania, w departamencie Creuse.
Według danych na rok 1990 gminę zamieszkiwało 111 osób, a gęstość zaludnienia wynosiła 14 osób/km² (wśród 747 gmin Limousin Nouzerolles plasuje się na 502 miejscu pod względem liczby ludności, natomiast pod względem powierzchni na miejscu 597).